# Des aveugles
Des aveugles est un roman d’Hervé Guibert paru aux Éditions Gallimard en 1985. L’auteur a obtenu le Prix Fénéon pour ce texte. La dédicace, à l’ami mort, se rapporte vraisemblablement à Michel Foucault. Le récit décrit un moment de la vie de trois aveugles : Josette, Robert, Taillegueur. Hervé Guibert utilise des éléments documentaires sur la vie des aveugles, se met en scène comme photographe et lecteur dans l’Institut où vivent les personnages et insère l’histoire dans un univers de fantasmes en lien avec sa vie intime.

## Commentaires
Le texte se prête à de multiples lectures. Il peut être lu à travers l’étude des aveugles et des questions qu’ouvre leur différence. En cela il se rapproche du travail de photographes comme August Sander, Sophie Calle, notamment sur le concept de beauté,.
Il met en perspective image et écriture : « Et je remarquais moi-même, à ma propre lecture, que des textes que j’avais adorés et lus et relus sans déception s’effondraient soudain, réellement, dans l’écoute des aveugles… ».
Il peut également être interprété en regard de la sexualité de l’auteur et de ses fantasmes. Le personnage de Kipa est aveugle mais ses parents nient sa différence. L’Institut est désigné par lui comme une maison de plaisirs. Cet épisode évoque la difficile acceptation de l’homosexualité. D’autres éléments, notion de double, de miroir confortent cette interprétation. Les descriptions des pratiques sexuelles sont empreintes de sadomasochisme dont l’auteur se moque : combinaison de cuir, masseur, pièce ressemblant à un sauna, scène sexuelle dans un gymnase (cordes, trampoline), tournevis, coups. 
L’ambiguïté du personnage de Josette laisse à penser que des éléments de la vie de l’auteur ont servi de base à l’histoire. Taillegueur évoque un amant plus âgé qui pourrait être l’ami mort. La fin du roman se relève alors prophétique.
C’est l’ensemble de ces éléments qui ont fait dire qu’il s’agit d’un roman iconoclaste au sens étymologique, briseur d’images.